# کلیسای جامع سنت پطرس و سنت پل
کلیسای جامع سنت پطرس و سنت پل (انگلیسی: Cathedral of St. Peter and Paul, Brno) یک کلیسای جامع کاتولیک در برنو، جمهوری چک است.
این کلیسا در قرن ۱۱ میلادی بنیان‌گذاری شده و فضای داخلی آن عمدتاً به سبک باروک ساخته شده‌است. همچنین برج‌های کلیسا در سال ۱۹۰۴ تا ۱۹۰۵ میلادی طراحی و ساخته شده.

## نگارخانه

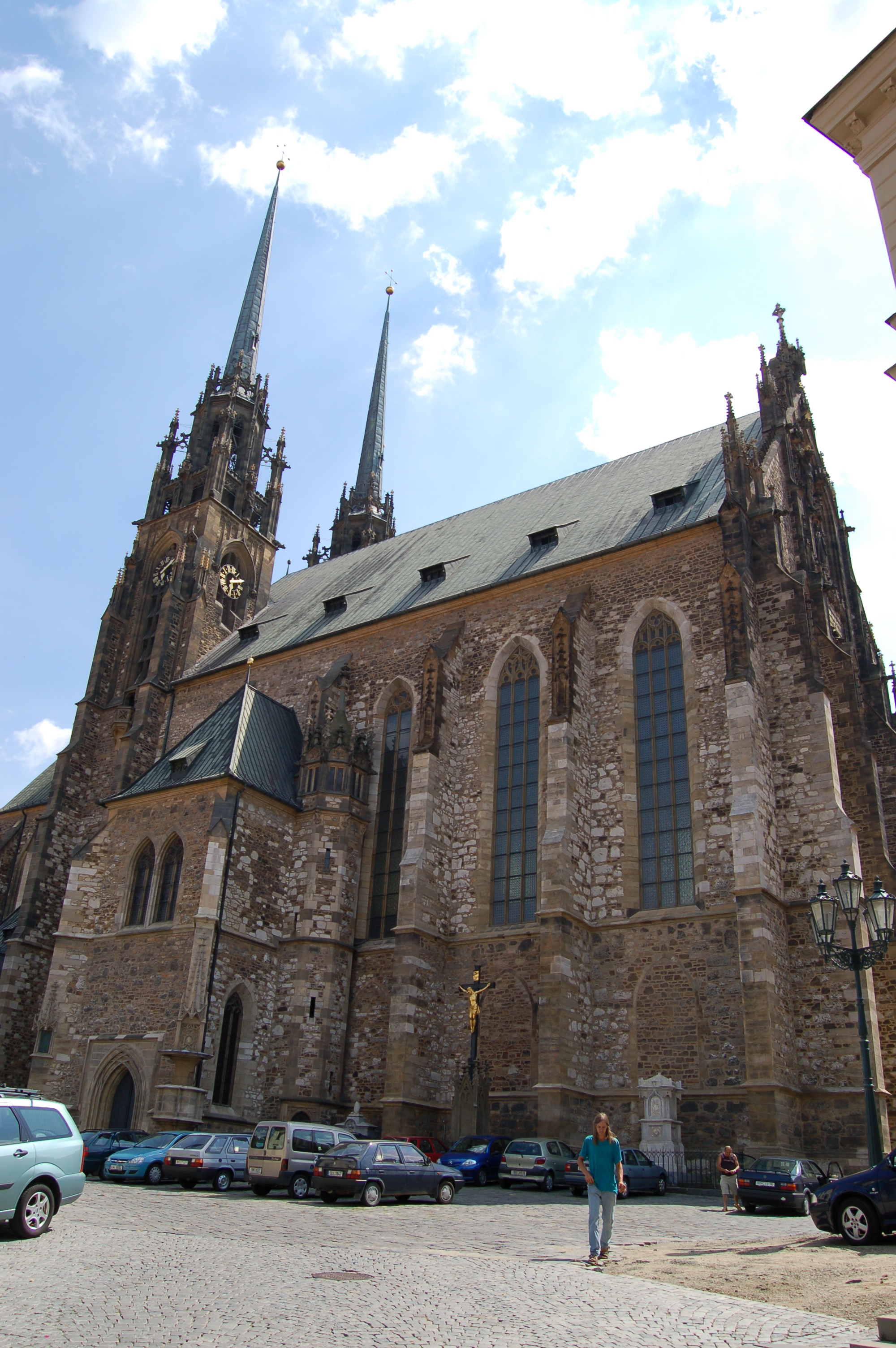
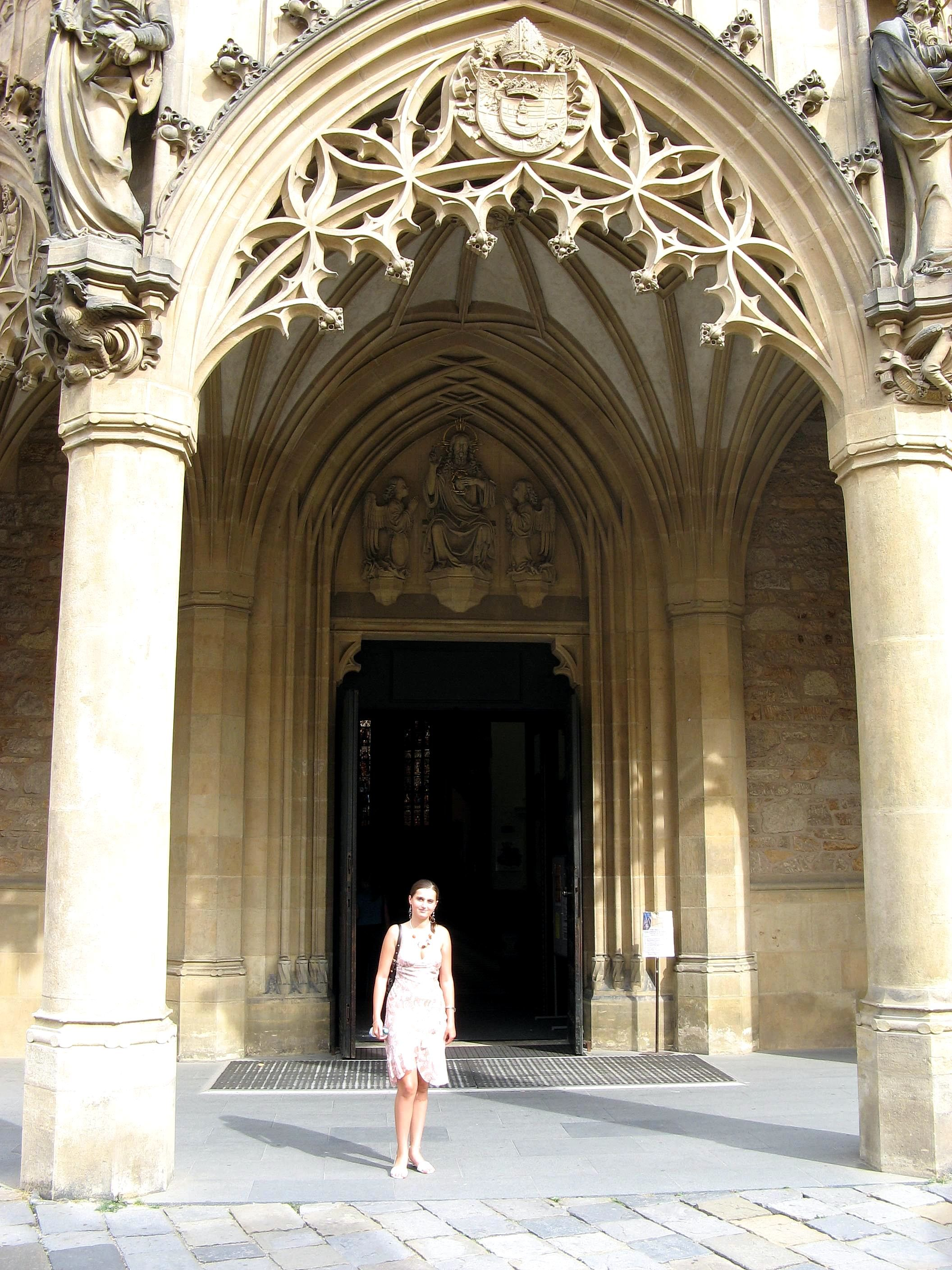
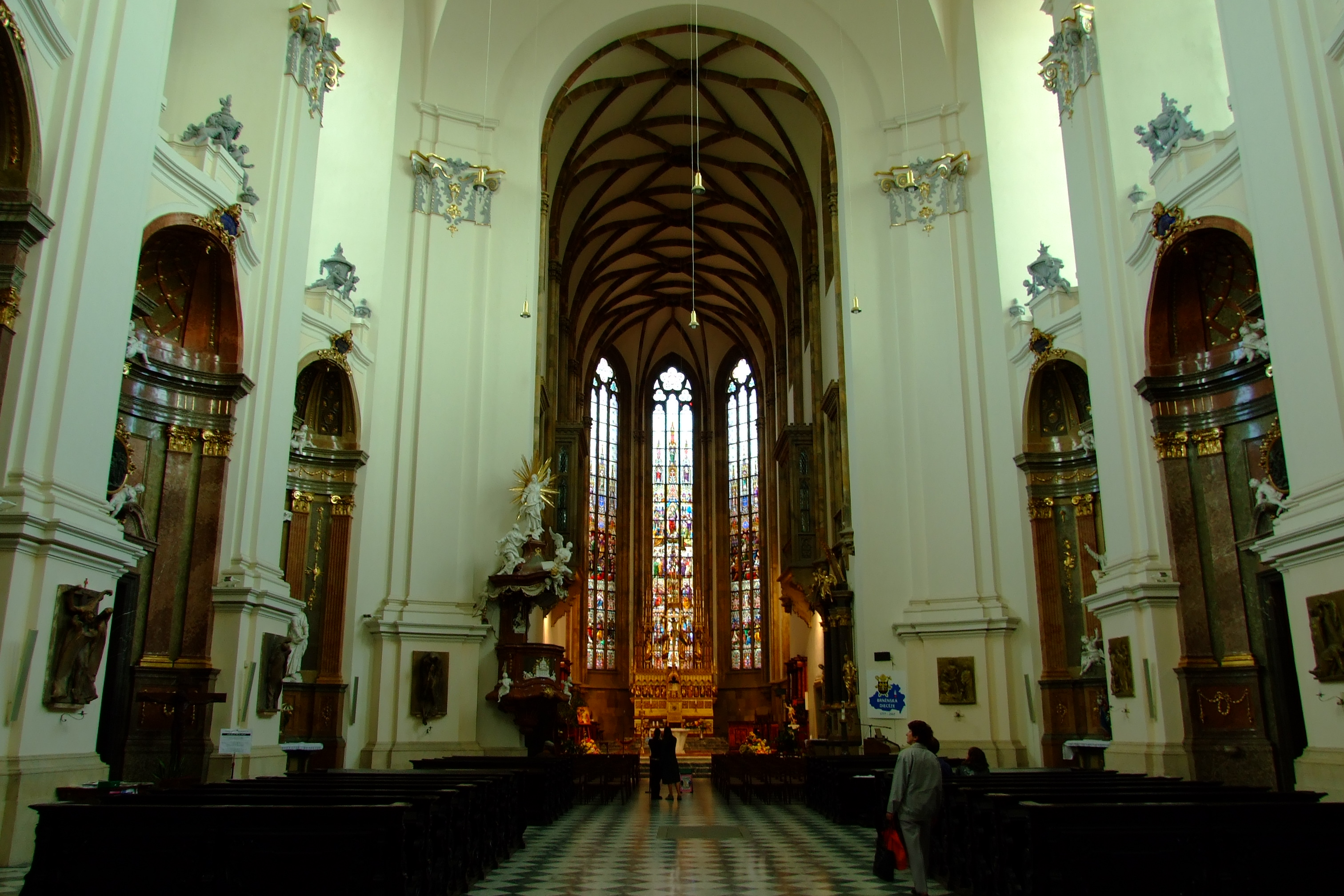
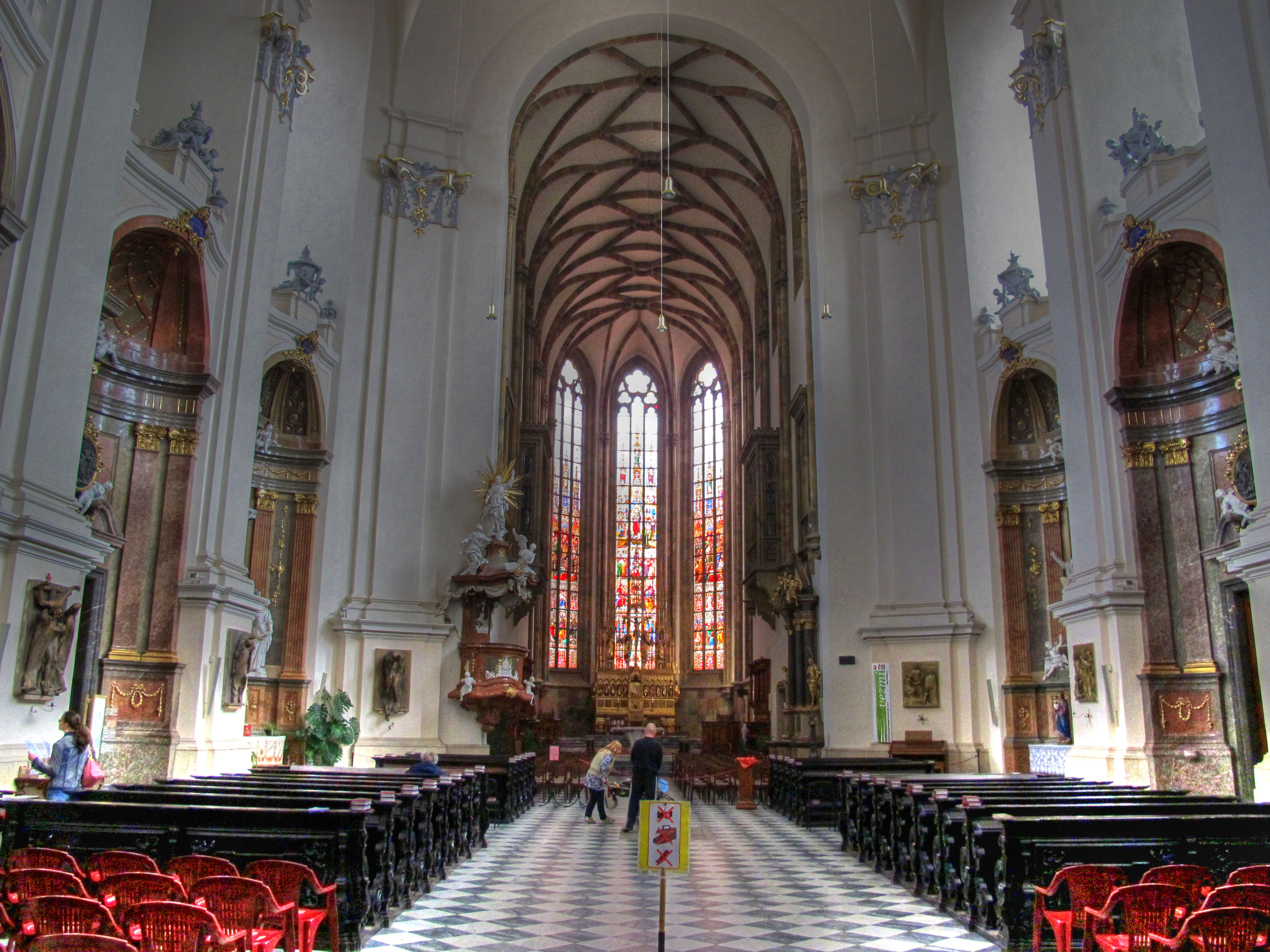